# 2025年3月臺灣
| << | 2025年3月 （民國114年） | >> |    |    |    |    |
| \| 日 \| 一 \| 二 \| 三 \| 四 \| 五 \| 六 \| \| \| \| \| \| \| \| 1 \| \| 2 \| 3 \| 4 \| 5 \| 6 \| 7 \| 8 \| \| 9 \| 10 \| 11 \| 12 \| 13 \| 14 \| 15 \| \| 16 \| 17 \| 18 \| 19 \| 20 \| 21 \| 22 \| \| 23 \| 24 \| 25 \| 26 \| 27 \| 28 \| 29 \| \| 30 \| 31 \| \| \| \| \| \| |                         |    |    |    |    |    |
| 臺灣新聞動態／維基新聞 |                         |    |    |    |    |    |
| 世界／中国大陆／臺灣 |                         |    |    |    |    |    |
| 日 | 一                      | 二 | 三 | 四 | 五 | 六 |
| |                         |    |    |    |    | 1  |
| 2 | 3                       | 4  | 5  | 6  | 7  | 8  |
| 9 | 10                      | 11 | 12 | 13 | 14 | 15 |
| 16 | 17                      | 18 | 19 | 20 | 21 | 22 |
| 23 | 24                      | 25 | 26 | 27 | 28 | 29 |
| 30 | 31                      |    |    |    |    |    |

## 3月3日
- 美國總統唐納·川普和臺積電董事長暨總裁魏哲家在白宮宣布對美國新增投資1,000億美元，以避關稅。[1][2]

## 3月11日
- 台灣YouTuber「Andy老師」在網路上發布影片說明網紅品牌「眾量級」在2024年10月停止更新後引發經營爭議，縱使Andy老師YouTube頻道在3月13日突破百萬訂閱，也造成「眾量級」訂閱人數開始下滑[3]。

## 3月13日
- 總統府13時30分舉行「國安高層會議會後記者會」，總統賴清德在記者會指出，為因應中國對國軍的滲透及間諜活動威脅，全面檢討修正《軍事審判法》，恢復軍事審判制度，讓軍法官回到第一線，與檢調司法機關共同協力，處理現役軍人涉犯叛亂、利敵、洩密、廢弛職務、抗命等軍事犯罪刑事案件[4]。
- 台灣創作團體YouTuber「上班不要看」宣布解散[5]。

## 3月15日
- 臺中市誠品480商場發生烏龍案件，一名國小女童疑似被保全指控破壞拍貼機而通報商場去報警，然而警方在未經查證之下帶女童去派出所，並在事後確認是烏龍一場[6]。

## 3月17日
- 台北市的比特犬在3月6日發生咬人案後在當天再發生咬人事件，台北市政府動保處決議開罰飼主新臺幣20萬元並沒入這隻比特犬[7]。

## 3月20日
- 位於台北市南港區的LaLaport於當日中午開幕[8]。

## 3月21日
- 總統賴清德今日於臺北松山機場勗勉立即備戰操演部隊時宣布，自2025年4月1號起將調整志願役官兵待遇[9]。國防部日前已研擬「志願役加給」、「戰鬥部隊加給」、「戰航管加給」、「電偵加給」及「網路戰加給」等5項加給方案。

志願役勤務加給，將分成三等級調整：少校以下軍官與士官、士兵，是作戰部隊的主力，將從1萬元調整為1萬5000元；中校與上校，1萬元調整為1萬4000元、將官，1萬元調整為1萬3000元。
戰鬥部隊加給，也會提升。第一類型的作戰部隊，因訓練和勤務都極為繁重，將從現行的5000元，調整為1萬2000元，而第二類型的戰鬥支援部隊，也會從現行的3000元，提升到7000元。
總統強調，作戰部隊的基層官士兵，加給最高將提升1萬2000元，落實政府對國軍弟兄姊妹的承諾與照顧。
- 副總統蕭美琴今日上午在總統府大禮堂主持「114年司法院正、副院長及大法官被提名人介紹記者會」。總統府於2024年8月公布2024年司法院大法官提名提名7人，但立法院在2024年12月投票時，無人通過。2025年重啟提名作業，今日上午在總統府召開記者會公布提名名單[11]。

## 3月25日
- 網紅亞亞因為被八炯指控她長期宣揚武統言論，被內政部移民署廢除在台依親居留許可，於當日晚上從臺北松山機場離開台灣[12][13][14]。